# Lucía Cifuentes Ovalle
Lucía Cifuentes Ovalle nació en Santiago de Chile el 27 de abril de 1957. Realizó sus estudios universitarios en la Universidad de Chile, graduándose de Médico Cirujano en 1981, y especialista en Genética básica de la Universidad de Chile (1986). También es Magister en Ciencias Biológicas Mención Genética y Magister en Bioestadística de la Universidad de Chile. Sus contribuciones más importantes son el desarrollo inicial de la genética forense en el país en los años 90, área en la que fue pionera a nivel nacional y el estudio de la genética de la población mixta chilena contemporánea .

## Reseña biográfica
Ha sido investigadora y docente universitaria en las áreas de genética, bioestadística y ética de la investigación en seres humanos; áreas en las que imparte docencia de pre y post grado en el Instituto de Ciencias Biomédicas (ICBM) de la Facultad de Medicina de la Universidad de Chile. También ha sido Profesora invitada en otras universidades del país.

## Trayectoria
Pionera en el desarrollo de la genética forense en el país. Ha dirigido proyectos de investigación en genética forense y genética de poblaciones, específicamente de la población chilena contemporánea. Uno de los principales proyectos de investigación que ha dirigido fue el proyecto ChileGenómico, que caracterizó a poblaciones chilenas urbanas realizando el muestreo más amplio que se ha realizado de población mixta chilena. Como docente ha dictado Cátedras de Genética y Bioestadística y también ha dictado clases de Ética de la Investigación en seres humanos, tanto a alumnos de pregrado del área de la Salud como a estudiantes de post título en Genética, y de postgrado (Magister en Genética y Doctorado en Ciencias) de la Facultad de Medicina de la Universidad de Chile.
Miembro de la Sociedad de Genética de Chile, de la Asociación Latinoamericana de Genética y de la International Genetics Federation (IGF) desde 1985.

## Contribuciones científicas
Sus contribuciones abarcan la formación de jóvenes universitarios de pregrado y postgrado y la investigación científica en genética de poblaciones, población chilena, epidemiología de enfermedades genéticas en Chile y ética de la Investigación en seres humanos. Su principal aporte científico fue el desarrollo inicial de la genética forense en Chile en los años 90, en los cuales fue un referente a nivel Nacional y posteriormente el estudio de la población mixta chilena contemporánea. En este ámbito fue la primera en demostrar el aporte diferencial de los genomas ancestrales de herencia uniparental a la población chilena actual y lideró el muestreo mas grande de población chilena urbana (Proyecto ChileGenómico) que caracterizó los principales componentes genómicos ancestrales en nuestra población, poniendo en evidencia el mestizaje a nivel de los chilenos de todos los centros urbanos, demostrando nuestro origen esencialmente bi-continental.
Las áreas de mayor impacto fueron en su momento el desarrollo a nivel nacional de la genética forense que no estaba presente anteriormente, y posteriormente caracterizarnos genéticamente los chilenos como un pueblo mestizo que reconoce y valora sus componentes genómicos ancestrales; en este último aspecto realizó un gran trabajo de divulgación en los medios destinados a reconocernos como una población valiosa desde el punto de vista biológico debido a nuestro mestizaje. Adicionalmente haber contribuido a la formación de muchas generaciones de profesionales de la salud y de científicos dedicados a a genética humana.
En el año 2006 integró un panel de expertos invitado por la Comisión Asesora para las políticas de derechos humanos de la Presidencia de la República en materia de identificación de detenidos desaparecidos. En 2024 integró la Comisión Experta del PDL en su primer trámite constitucional, que modifica la ley N° 20.120, sobre la investigación científica en el ser humano, su genoma y prohíbe la clonación humana, convocado por la Comisión de ciencias del Senado. Fue Presidenta de la Sociedad de Genética de Chile entre los años 2004 y 2005

## Publicaciones
Tiene más de cien publicaciones en revistas chilenas e internacionales y capítulos de libros sobre aspectos genéticos de la población chilena, genética forense y ética de la Investigación en seres humanos 

## Premios y reconocimientos
- 1990 Premio "Corbalán Melgarejo" otorgado por la Sociedad Médica de Santiago al mejor trabajo publicado en la Revista Médica de Chile en 1989 en el área de la Salud Pública.
- 1999 Mención obtenida por el trabajo "Análisis de paternidad en el que el padre presunto se encuentra desaparecido: un caso en Chile" en el I Concurso Internacional" Prof. Dr. Francisco Lancís y Sánchez in memorian "llevando a cabo durante el IX Congreso de la Asociación Latinoamericana de Medicina Legal y Deontologia Médica e Iberoamericana de Ciencias Forenses realizado en Cuba.
- 1997 Premio a la mejor comunicación oral en genética de poblaciones, al trabajo “Estudio de un microsatélite del cromosoma Y en población mixta chilena, un estudio preliminar“ otorgado por la Sociedad Argentina de Genética durante su Congreso Anual realizado en Rosario, Argentina.
- 2011: Premio al mejor trabajo presentado en el área clínica en el LXVIII Congreso Chileno de Otorrinolaringología, Viña del Mar.: Arancibia Silva M., Ramirez R , Cifuentes Ovalle L, Acuña M. Estudio del gen GJB2 (conexina 26) en una muestra de escolares sordos de Santiago.
- 2011 Premio al mejor trabajo en el área de genética forense presentado en The second European-American Course in clinical and Forensic genetics” Dubrovnik, Croacia. Titulado: “DYS19 Microsatellite and the Chilean Population”.
- 2014: Premio “Santiago Riesco Mac-Clure” bienio 2012-2013 al mejor trabajo publicado en la revista Chilena de la Sociedad de Otorrinolaringología y Cirugía de Cabeza y Cuello: “Frequency of the 35delG mutation of GJB2 gene (connexin 26) in a sample of deaf school children in Santiago”
- 2011: Premio al mejor trabajo presentado en el área de Psiquiatría en el Congreso Chileno de Psiquiatría y Neurología-Pucón.:Acuña, M., Pinto, E., Hernández, Y, Olivares, P., Cifuentes, L. Polimorfismos farmacogenéticos de CYP2D6, CYP2C19 Y CYP2C19 en población mixta chilena.
- 2016- Reconocimiento a la trayectoria en la Invitación a dictar la Conferencia Danko Brncic por la Sociedad de Genética Chile en su XLIX Reunión Anual durante el XVI Congreso de la Asociación Latinoamericana de Genética. Montevideo Uruguay: “La diversidad genética y las bondades de su estudio: desde la genética forense a la ancestria poblacional”
- 2020: Reconocimiento a su trabajo en la invitación a dictar conferencia “Diversidad Genética “en Congreso Futuro 2021 organizado por el Senado de Chile. 21 enero, como parte del panel “Desafiando los límites” en conjunto con los expositores Didier Queloz y Patricia Churchland.
- 2015: Conferencia Proyecto Chile genómico: Tras la diversidad genética de los chilenos. Academia de Medicina, 1 de Abril